# Хайнеман, Джейми
Джеймс Фра́нклин «Дже́йми» Ха́йнеман (англ. James Franklin "Jamie" Hyneman, р. 25 сентября 1956 года) — американский специалист по спецэффектам, ведущий телепередачи «Разрушители легенд», основатель мастерской спецэффектов M5 Industries, в павильонах которой в основном и проходили съёмки телепередачи. Также известен благодаря телепередаче «Битвы роботов»: робот англ. Blendo, созданный им в M5 Industries, долгое время оставался непобедимым, благодаря уникальным техническим решениям, разработанным Хайнеманом.

## Биография
Джеймс Франклин Хайнеман родился в городе Маршалл, штат Мичиган, однако детство и юность его прошли в соседнем штате Индиана. Окончил университет Индианы, получив диплом по русскому языку и литературе, в магистратуре изучал библиотечное дело в разрезе славянских языков, для чего обучался понимать смысл текста на любом из них.
В 1981 году, в возрасте 24 лет, Хайнеман отправился на Виргинские острова (вероятно, Американские Виргинские острова) «I instead ended up going to the Virgin Islands in 1981 to learn how to sail.», где работал в сфере аренды яхт. Через шесть месяцев у него уже была своя яхта, лицензия на управления яхтой и бизнес по аренде дайв-бота.
После нескольких лет катания туристов и 3000 погружений работа перестала его увлекать, превратившись в рутину. Хайнеман стал искать какое-то новое дело, которое бы не могло ему наскучить, и подумал о спецэффектах.
Хайнеман с 1989 года женат на Айлин Уолш (англ. Eileen Walsh), с которой познакомился на островах, где она также была инструктором по дайвингу. Она преподаёт естествознание в школе Encinal High School Benefit.
Входить в киноиндустрию Хайнеман начал в компании «Eoin Sprott Studio Ltd.» (Нью-Йорк, Астория, боро Квинс). Студия была известна тем, что создавала технические приспособления для ранних фильмов Вуди Аллена, таких как фантастическая комедия 1973 года «Спящий». Поначалу Хайнеман работал там уборщиком и грузчиком, затем плотничал, создавал конструкции из гипсокартона, и, в конце концов, приступил к созданию спецэффектов на съёмках художественных фильмов. В Сан-Франциско работал в компании по спецэффектам Colossal Pictures. 16 лет спустя, в начале 2000-х Хайнеман открыл собственную фирму по спецэффектам M5 Industries.
В октябре 2006 года Калифорнийская ассоциация преподавателей естественных наук (англ. California Science Teachers Association) присвоила Джейми Хайнеману звание пожизненного почётного члена.

## Сценический образ
Хайнеман имеет колоритный внешний вид — чёрный берет на бритой голове, густые «моржовые» усы, всегда безупречно чистая белая рубашка, причём она всегда остаётся белой, независимо от перипетий с проверкой мифа. Эта его характерная внешность и низкий голос иногда бывают предметом лёгких насмешек Адама Сэвиджа (Adam Savage) — соведущего Джейми в «Разрушителях легенд» — и других членов команды. Во многих эпизодах видно, что в его мастерской в M5 Industries висит плакат с надписью «Убери за собой или умри» (англ. Clean Up Or Die). Спокойная, основанная на логике, серьёзная манера поведения Джейми контрастирует в передаче с хаотичным, ребяческим и иногда несколько безответственным поведением Адама. Джейми часто сердится на выходки Адама, и говорит по этому поводу: «Сначала думай — потом делай, а не наоборот» (англ. Think then Act, don't Act then Think). Они часто спорят по поводу конкретных способов проверки мифа, поскольку у них возникают совершенно разные идеи и решения. Технические решения Джейми обычно проще, он говорит — «делай так просто, насколько это возможно».

## Произведения
Работал в команде, создававшей атрибутику и бутафорию к фильмам Арахнофобия (1990) и Обед нагишом (1991).
В области рекламы на телевидении созданные им модели и эффекты можно увидеть в рекламных роликах известных торговых марок, таких как Nike и 7Up. Для 7Up он сконструировал «танк» — вездеход, торгующий напитком (и стреляющий им), а для Nike — двухколёсную футбольную бутсу в натуральную величину, способную самостоятельно передвигаться по полю.
В 2002 году начал работать над созданием программы Разрушители легенд (англ. MythBusters), первый выпуск которой был показан 23 января 2003 года. Хайнеман стремится, чтобы каждый выпуск «Разрушителей легенд» имел познавательную ценность. На первый взгляд их опыты могут показаться простым развлечением, но на самом деле и Джейми, и Адам следуют научной методологии, подсчитывая, измеряя скорости, мощности и просчитывая ход эксперимента, пытаясь найти пути научного решения любой проблемы. Большая часть расчётов и даже многие эксперименты после окончательного монтажа остаются за кадром.
Как и Грант Имахара, Джейми участвовал в шоу боевых роботов «BattleBots», для которых построил робота Blendo. Сам же Blendo — первый в истории подобных соревнований робот, которого дисквалифицировали из-за слишком разрушительного оружия.

## Идейная позиция
Считает себя скептиком и атеистом.
5 марта 2022 года в связи с вторжением России на Украину записал видеообращение в поддержку Украины и украинцев: «русские солдаты, идите домой: то, что вы делаете — неправильно».

### Комментарии
1. ↑  12 декабря 2006 года в интервью журналу «Скептик» Хайнеман сказал: «В целом, я довольно твёрд в своём мнении о Боге… По-видимому скептики, в общем и целом, являются атеистами, или чем-то очень близким, к тому, что я под этим подразумеваю… Я с энтузиазмом стал частью [движения скептиков]»[10]